# Filippo Campanelli
Filippo Campanelli (Matelica, 1º maggio 1739 – Roma, 18 febbraio 1795) è stato un cardinale italiano.

## Biografia
Fu creato cardinale da Pio VI.